# Mausolée de Bourguiba
Le mausolée de Bourguiba est un monument sépulcral situé à Monastir en Tunisie, abritant notamment la dépouille de l'ancien président Habib Bourguiba, le père de l'indépendance tunisienne, mort le 6 avril 2000.

## Description
Le mausolée construit du vivant de Bourguiba, en 1963, selon les caractéristiques de l'architecture traditionnelle (style arabo-musulman moderne), se trouve dans la partie occidentale du cimetière Sidi El Mézeri, le principal lieu de sépulture de la ville, au bout de l'allée principale longue d'environ 200 mètres et large de trente mètres.
L'édifice, encadré par deux minarets de 25 mètres de hauteur, est surmonté d'un dôme doré qui est lui-même entouré de deux coupoles vertes. La porte d'entrée du mausolée ainsi que la grille qui sépare celui-ci du reste du cimetière sont deux beaux exemples de l'art tunisien.

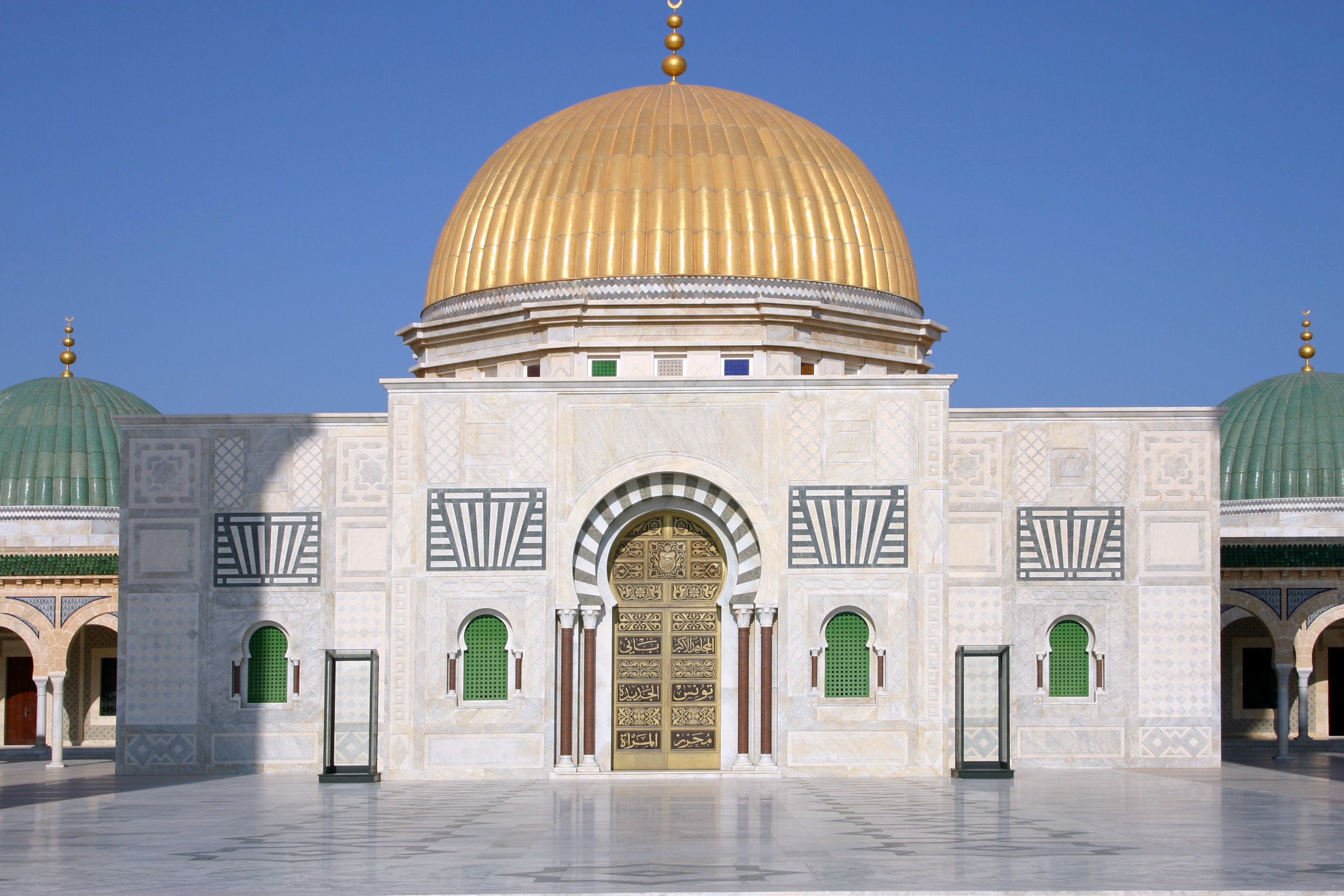
Partie centrale du mausolée surmontée d'un grand dôme doré.
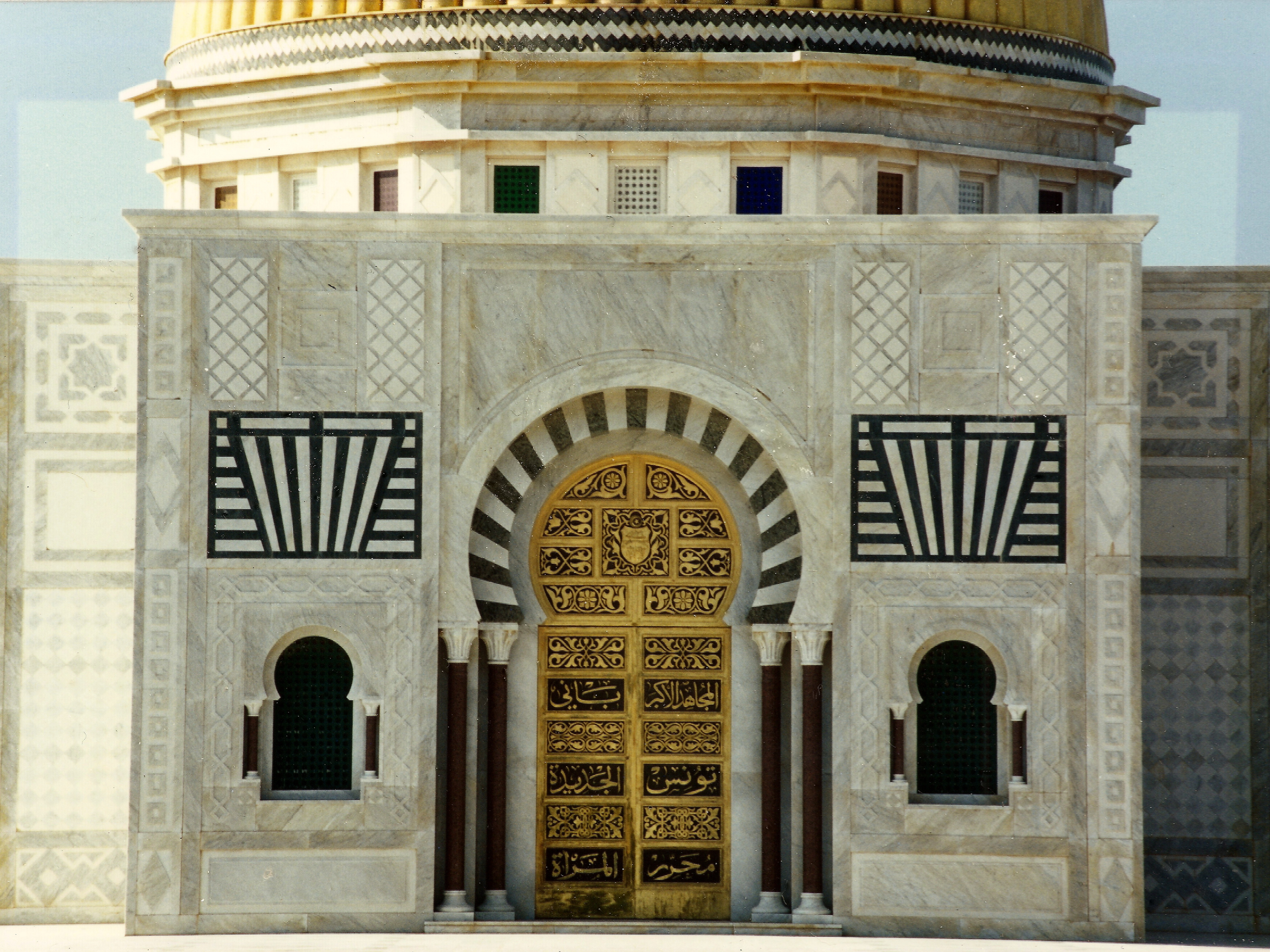
Gros plan sur la porte principale du mausolée, les vantaux en teck portent les inscriptions. suivantes en arabe « Le combattant suprême, bâtisseur de la Tunisie moderne, libérateur de la femme ».
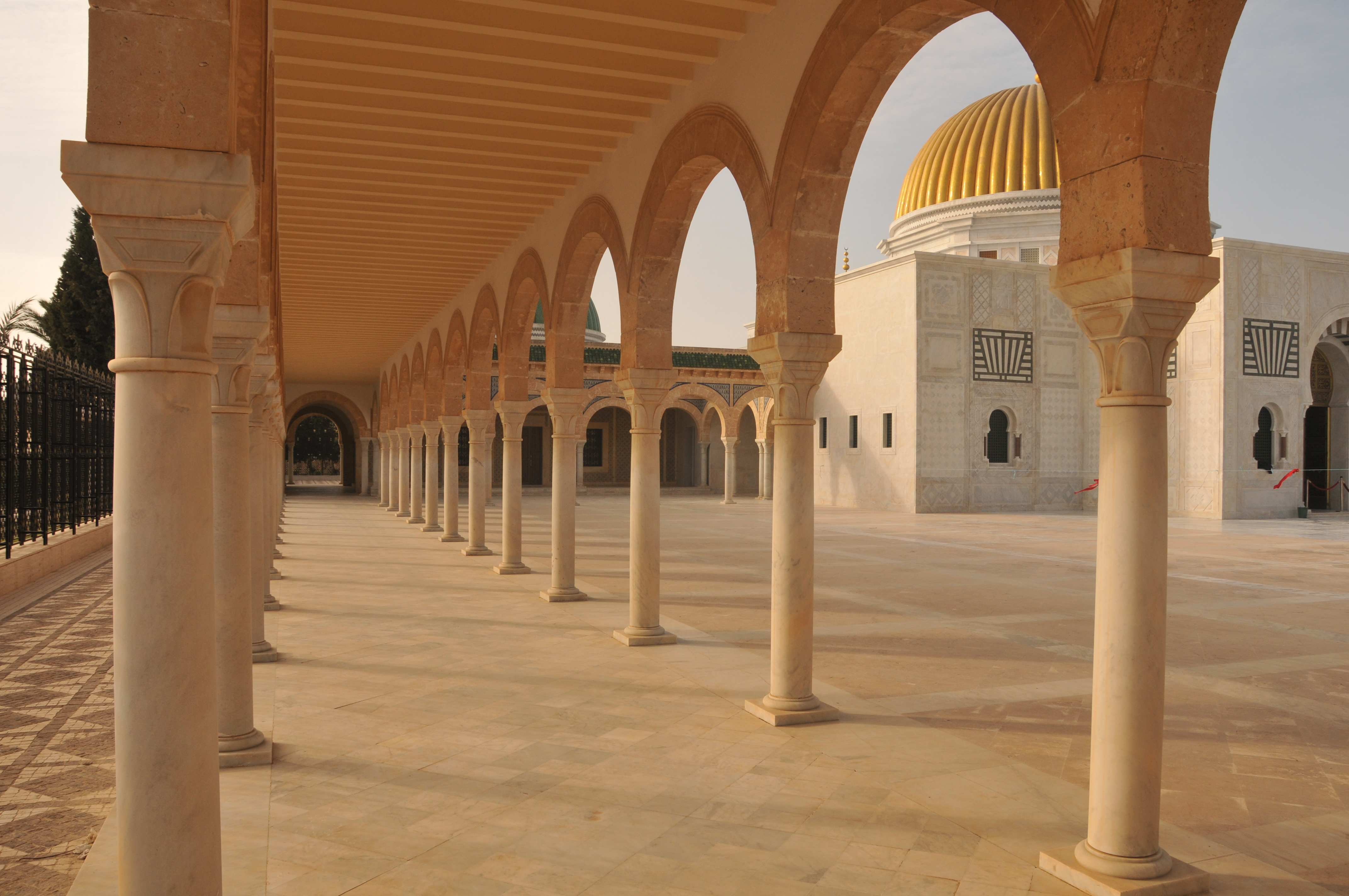
Une des galeries du mausolée, les arcs reposent sur des colonnes de marbre blanc.
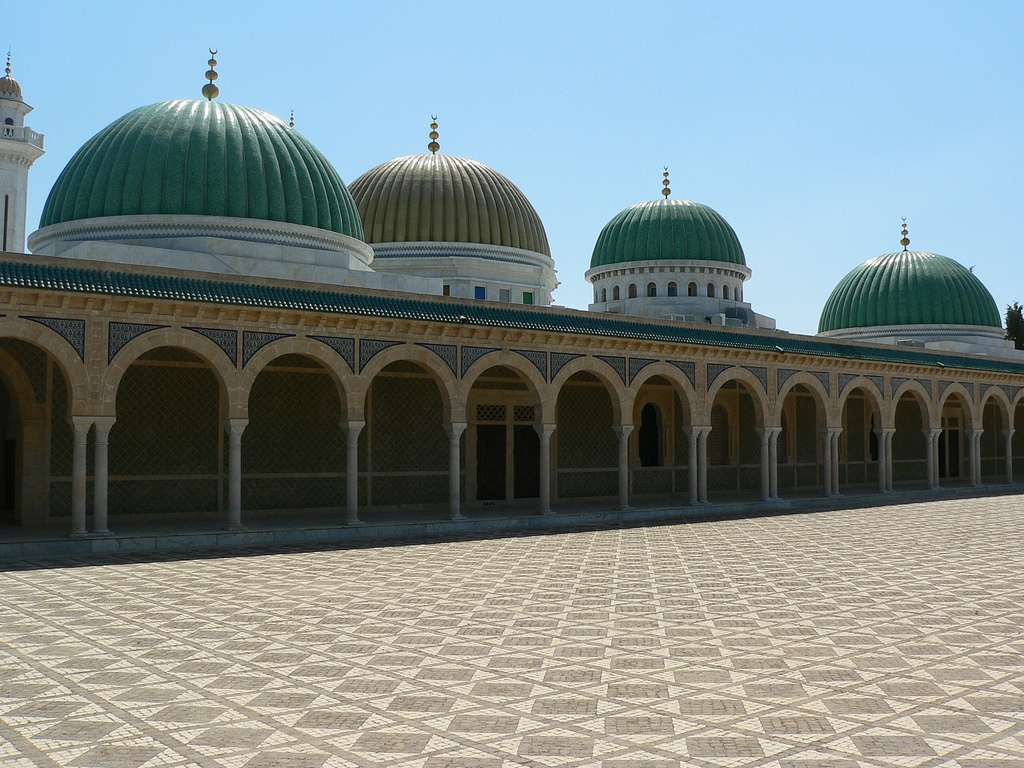
Dômes du mausolée.
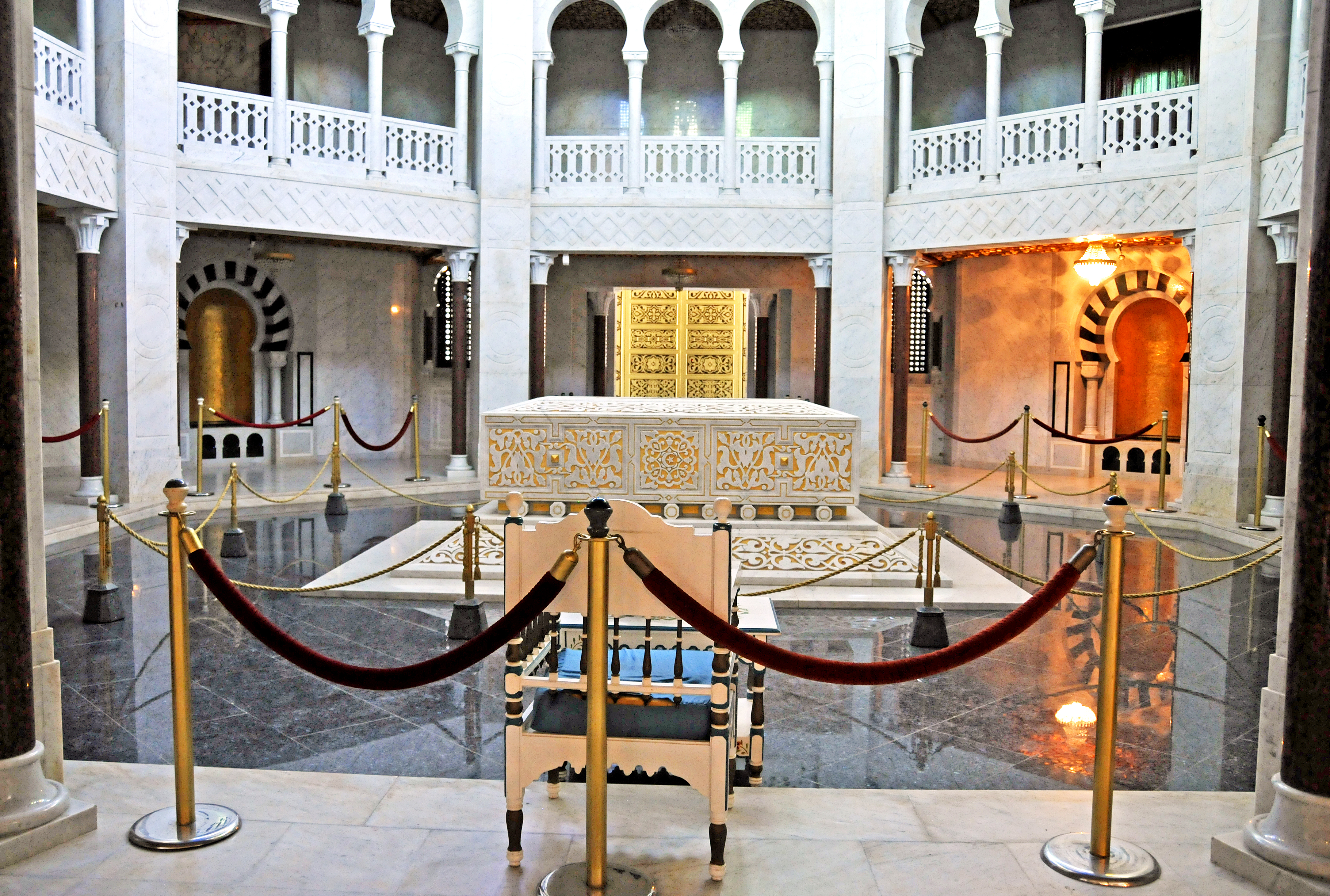
Vue intérieure du mausolée.

Il abrite non seulement le corps du président défunt et de sa première femme Mathilde, mais aussi ceux de ses parents et de ses frères, ainsi que d'autres membres de la famille dans deux autres salles. Il a été agrandi en 1978.
Dans le mausolée se trouve un petit musée où sont conservés quelques effets personnels du président Bourguiba : son bureau du palais présidentiel de Carthage, ses stylos, passeports et carte d'identité, ses lunettes ainsi que ses photos et ses costumes (occidental et traditionnel : jebba, chéchia, fez).
Le 21 janvier 2021, un arrêté en fait un monument classé.